# 포메라니아 전쟁
포메라니아 전쟁(Pomeranian War)은 7년 전쟁의 전장 중 하나이다. 이 용어는 스웨덴령 포메라니아, 프로이센령 포메라니아, 브란덴부르크 북부 및 메클렌부르크 - 슈베린 동부에서 1757년과 1762년 사이에 스웨덴과 프로이센 사이의 전쟁을 묘사하는 데 사용된다.
전쟁은 스웨덴과 프로이센 군대의 전후 움직임에 의해 특징지어졌으며, 어느 누구도 결정적인 승리를 거두지 못했다. 전쟁은 1757년 스웨덴군이 프로이센 영토로 진격했을 때부터 시작되었다. 그러나 이듬해 1758년에 슈트랄준트에서 격퇴되었고, 봉쇄까지 당해 러시아 군에 의해 구원을 받을 때까지 위기 상황에 봉착되어 있었다. 이후 군대를 재정비한 스웨덴은 프로이센 영토로 침입하여 소규모 프로이센 함대를 파괴하고, 노이루핀까지의 남쪽 지역을 점령할 수 있었지만, 1759년 말 보급을 제대로 받지 못한 스웨덴 군대는 프로이센의 주요 요새인 슈테틴(현 슈체친) 요새를 점령하지도 못하고, 러시아 동맹군과 힘을 합치지도 못하면서 캠페인은 중단되었다.
1760년 1월 스웨덴령 포메라니아에 대한 프로이센의 반격이 격퇴되었고, 1760년 내내 스웨덴 군대는 프로이센 영토 프렌즐라우까지 남쪽으로 진출했지만, 겨울이 오자 다시 스웨덴령 포메라니아로 철수했다. 스웨덴의 또 다른 프로이센을 침공은 1761년 여름에 시작되었지만, 보급과 장비의 부족으로 이내 중단되었다. 전쟁의 마지막 침공은 1761년 ~ 1762년 겨울에 스웨덴령 포메라니아 국경 바로 건너편의 메클렌부르크에 있는 말킨과 노이칼렌 근처에서 일어났다. 1762년 4월 7일, 양측이 〈리브니츠 정전협정〉에 합의하기 전에 일어난 사건이었다. 프로이센 동맹은 러시아의 향후 원조에 대한 스웨덴의 희망을 없애버렸고, 대신 러시아가 프로이센 편에 서서 개입할 것이라고 위협했다. 스웨덴은 강화를 받아들일 수 밖에 없었다.
1762년 5월 22일 전쟁은 프로이센, 메클렌부르크와 스웨덴 간의 〈함부르크 조약〉에 의해 공식적으로 끝났다. 1720년에 프로이센에게 잃어버린 영토를 회복하려 했던 스웨덴의 하츠당의 희망은 좌절되었고, 인기없고, 값 비싼 전쟁은 이후의 몰락에 기여했다.